# Tân Hòa, Buôn Đôn
Tân Hòa là một xã thuộc huyện Buôn Đôn, tỉnh Đắk Lắk, Việt Nam.

## Địa lý
Xã Tân Hòa cách thành phố Buôn Ma Thuột khoảng 18 km về phía tây, có vị trí địa lý:
- Phía đông giáp xã Cuôr Knia
- Phía tây giáp tỉnh Đắk Nông
- Phía nam giáp xã Ea Nuôl
- Phía bắc giáp xã Ea Wer và huyện Cư M'gar.

Xã Tân Hòa có diện tích 58,38 km², dân số năm 2017 là 12.719 người, mật độ dân số đạt 218 người/km².

## Hành chính
Xã Tân Hòa được chia thành 15 thôn: 1, 2, 3, 4, 5, 7, 8, 9, 10, 11, 12, 13, 14, 15, 16.

## Lịch sử
Ngày 15 tháng 8 năm 2001, Chính phủ ban hành Nghị định số 49/2001/NĐ-CP về việc thành lập xã Tân Hòa trên cơ sở 5.698 ha diện tích tự nhiên và 8.621 nhân khẩu của xã Cuôr Knia.
Ngày 13 tháng 8 năm 2021, HĐND tỉnh Đắk Lắk ban hành Nghị quyết số 35/NQ-HĐND về việc sáp nhập thôn 6 vào thôn 5.